# Чепіжинці
Чепіжи́нці — село в Україні, у Володарській селищній громаді Білоцерківського району Київської області. Розташоване на обох берегах річки Злодіївка (притока Росі) за 27 км на захід від смт Володарка. Населення становить 233 особи.

## Галерея

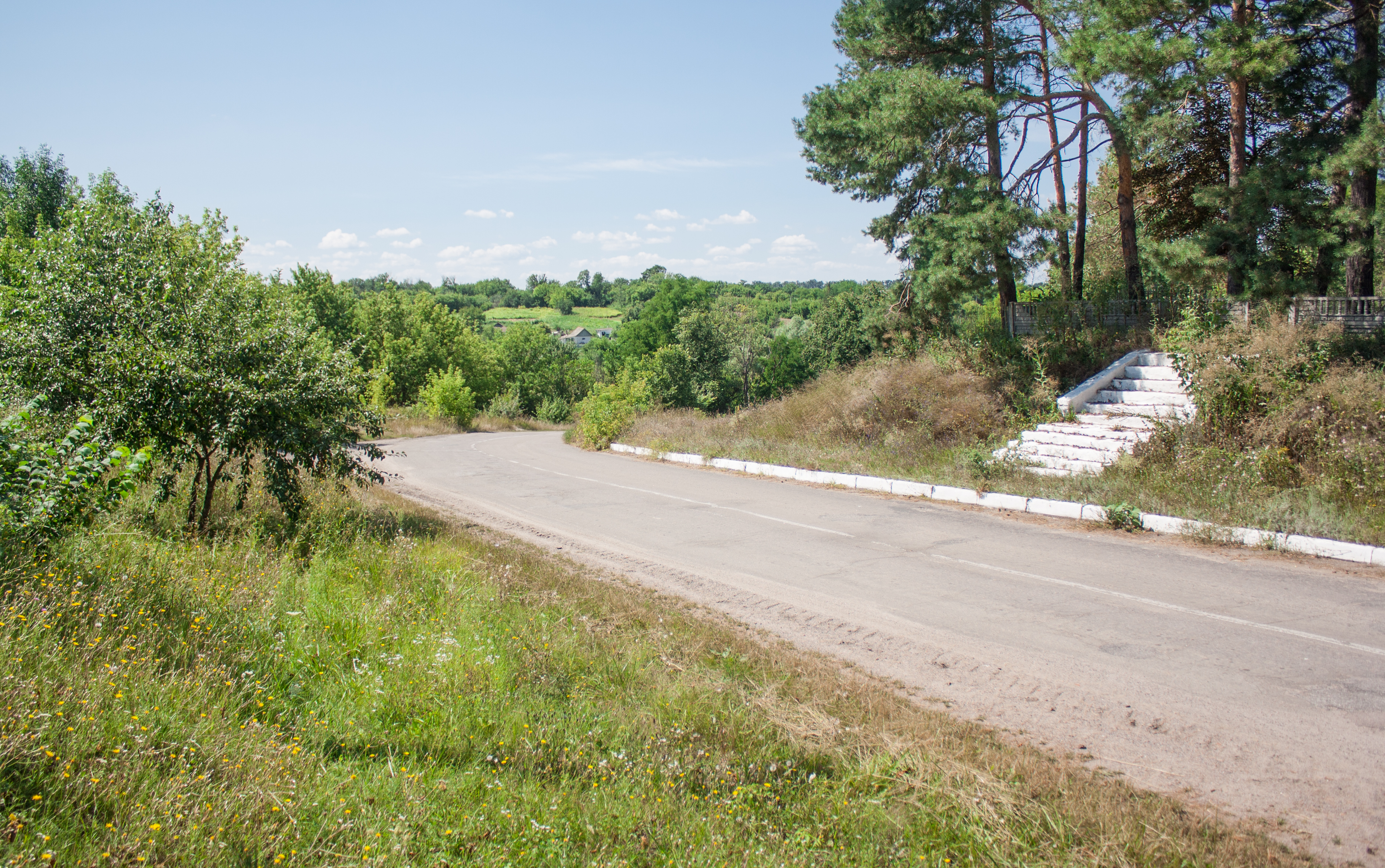
Головна вулиця
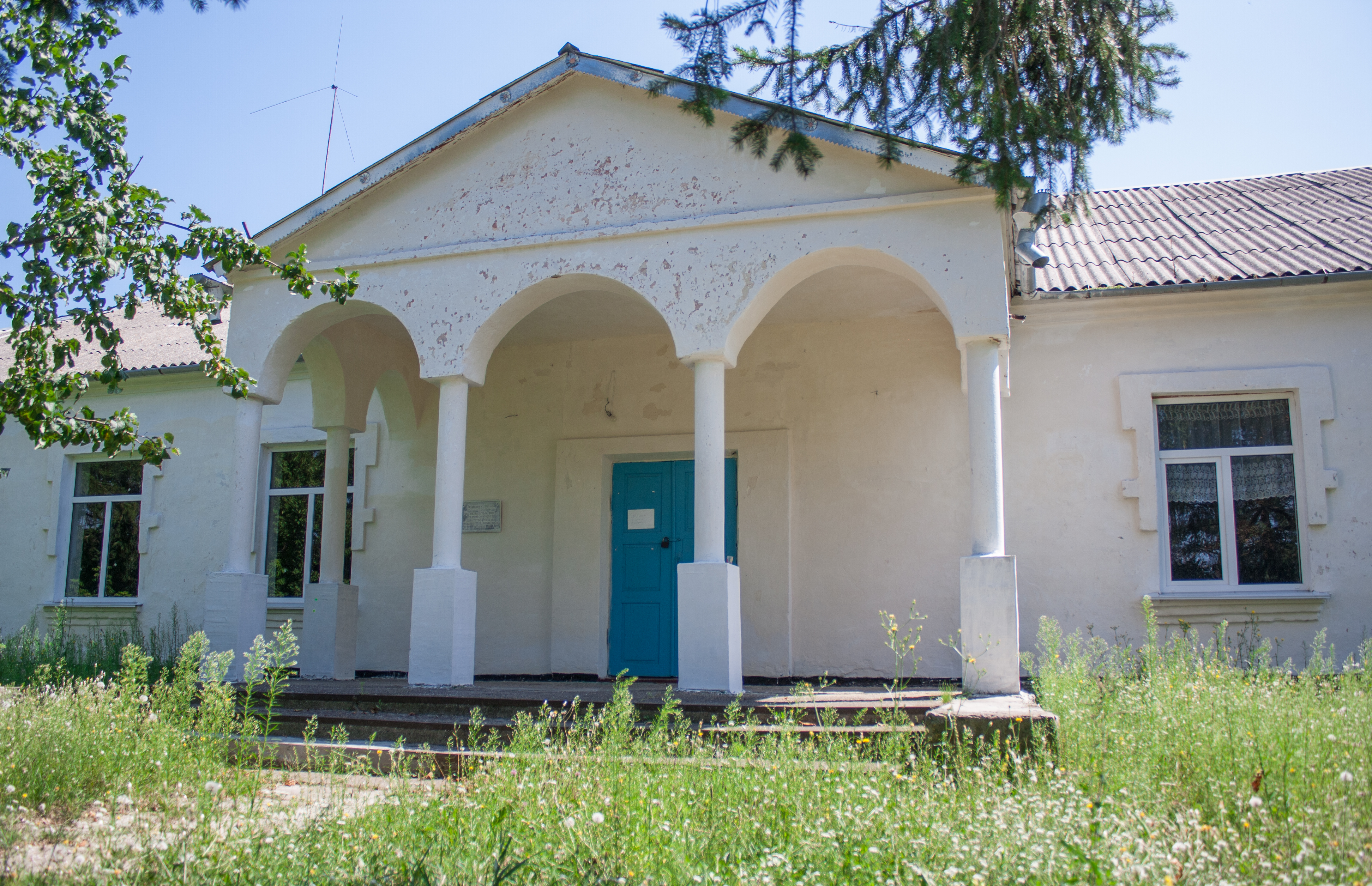
Будинок культури
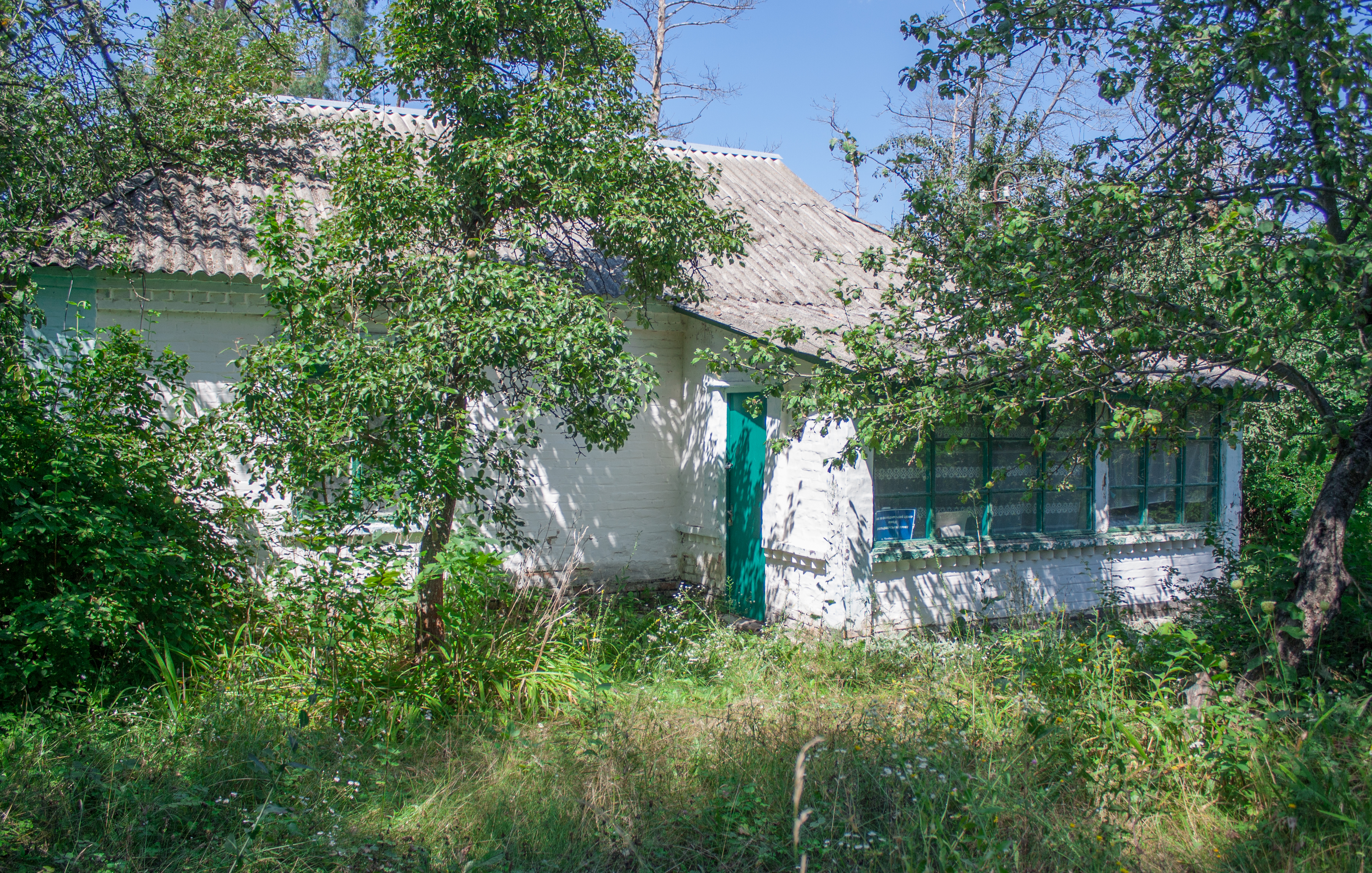
Фельдшерський пункт
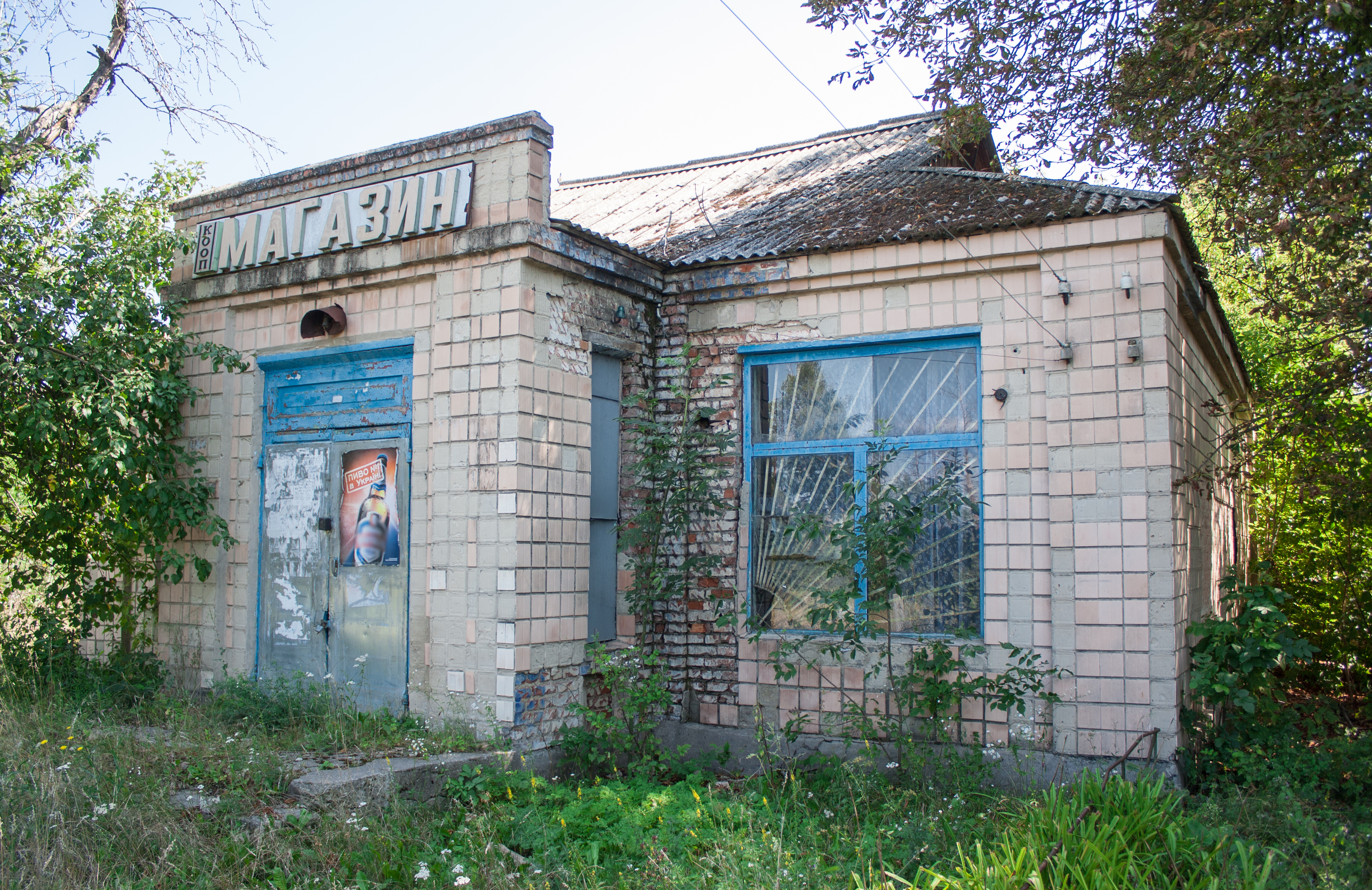
Магазин
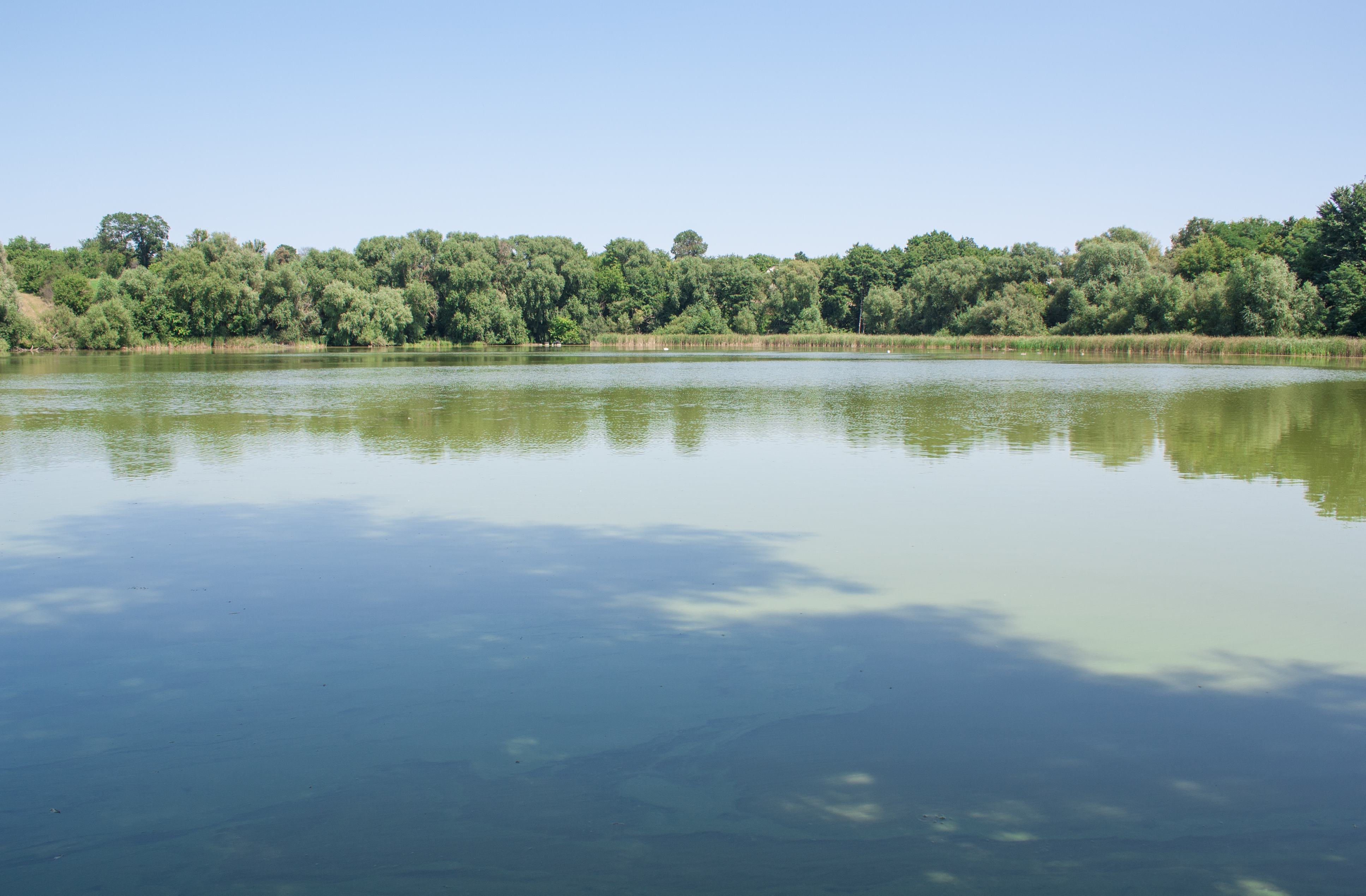
Ставок на річці Злодіївка
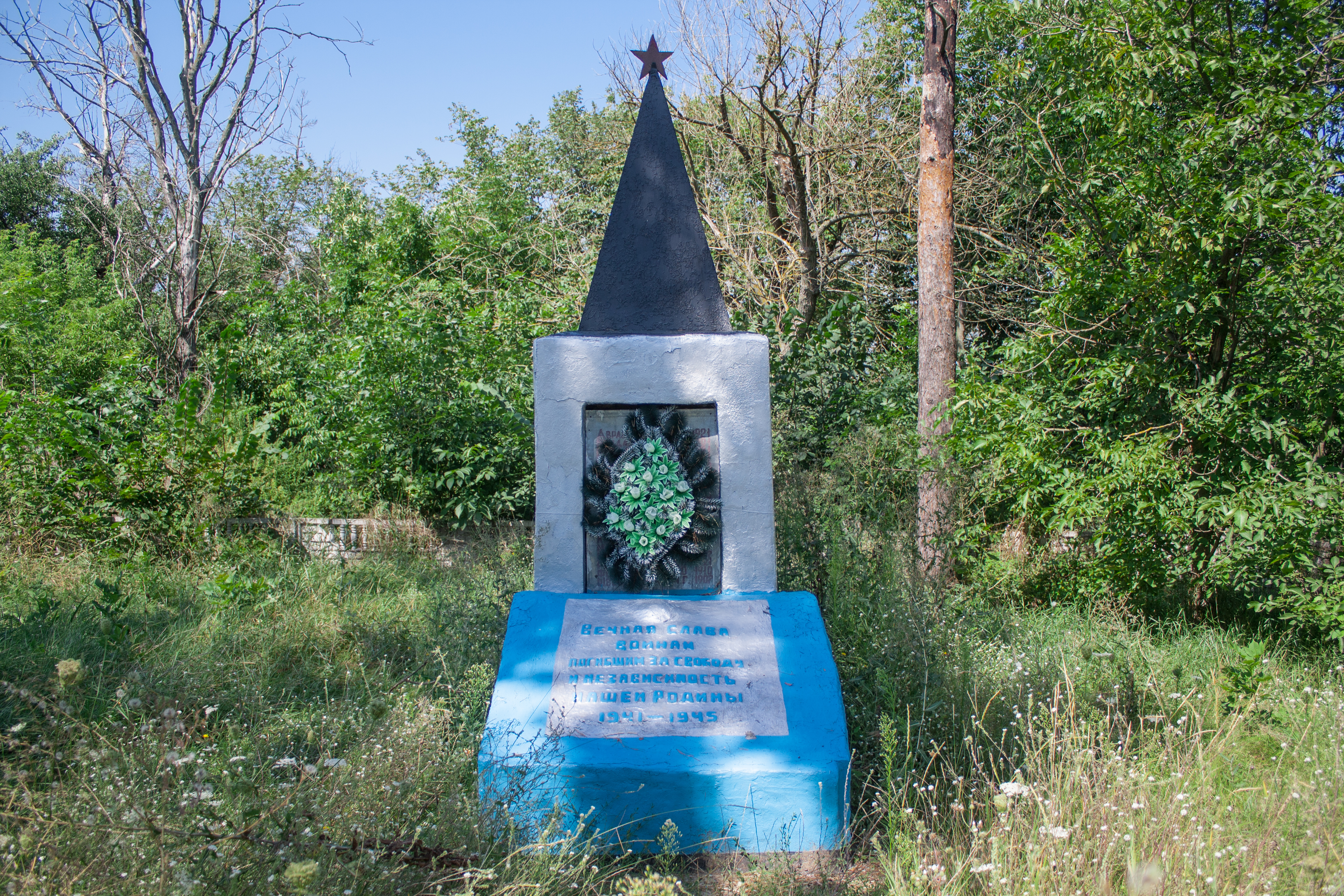
Пам'ятник воїнам-односельцям